# Fáze (vlna)
Fáze vlny je bezrozměrná veličina, která určuje vztah charakteristické veličiny vlny (například výchylky akustického tlaku, intenzity elektrického pole nebo magnetické indukce) k danému místu a času a ke stavu charakteristické veličiny vlny v časovém a prostorovém počátku. „Fáze vlny“ (v přesnějším vyjádření: výchylka charakteristické veličiny odpovídající dané fázi vlny) se šíří prostorem fázovou rychlostí.
Závislost charakteristické veličiny na fázi určuje "tvar" vlny bez ohledu na její šíření. Fáze je parametrem, na kterém závisí časový průběh charakteristické veličiny v pevně daném místě, kterým vlna prochází, resp. prostorové pole charakteristické veličiny pro pevný časový okamžik.
Pojem fáze se používá i pro většinu případů tlumeného vlnění, pokud při něm sice dochází ke snižování výchylky charakteristické veličiny s postupujícím vlněním, ale nedochází k významné změně tvaru vlny, tj. lze na tomto tvaru nadále danou fázi identifikovat. To není možné např. u některých případů neperiodického vlnění s vysokou disperzí.
O fázi se hovoří nejen v případě vlnění, ale i při kmitání, kde má tato veličina podobný význam, ale bez prostorové závislosti.

## Příklady
Jako příklad neharmonické vlny lze uvést např. rázovou vlnu. U ní můžeme hovořit o fázi náběhu, ve které se prudce zvyšuje hodnota charakteristické veličiny (např. tlaku u tlakové vlny), o fázi doznívání (přesněji řečeno v obou případech jde o intervaly hodnot fáze jako veličiny) nebo o fázi maxima. Tyto fáze přicházejí do různých míst prostoru v různých časech.
Při postupném rovinném harmonickém vlnění lze vlnu zapsat ve tvaru
{\displaystyle A(\mathbf {r} ,t)=A\sin(\omega t-\mathbf {k} \cdot \mathbf {r} +\varphi _{0})},
kde {\displaystyle \omega \,} je úhlová frekvence, {\displaystyle t\,} je čas, {\displaystyle \mathbf {r} } je polohový vektor bodu prostoru, {\displaystyle \mathbf {k} } je vlnový vektor, {\displaystyle A\,} je amplituda charakteristické veličiny vlnění a {\displaystyle \varphi _{0}} je tzv. počáteční fáze (nebo také fázová konstanta).
Fází vlny je v tomto případě celá veličina {\displaystyle \varphi (\mathbf {r} ,t)=(\omega t-\mathbf {k} \cdot \mathbf {r} +\varphi _{0})}. Počáteční fáze určuje odchylku od rovnovážného stavu v čase {\displaystyle t=0} a bodě {\displaystyle \mathbf {r} =\mathbf {0} }. Pomocí fáze {\displaystyle \varphi } lze tedy harmonické vlnění vyjádřit jako
{\displaystyle A(\mathbf {r} ,t)=A\sin[\varphi (\mathbf {r} ,t)]}
Fáze je tedy parametr závislosti charakteristické veličiny, kterou je určen sinusový "tvar" vlny.
Obdobně lze harmonické kmitání vyjádřit jako
{\displaystyle A(t)=A\sin(\omega t+\varphi _{0})},
kde {\displaystyle \varphi =(\omega t+\varphi _{0})} je fáze kmitu, {\displaystyle \omega \,} je úhlová frekvence a {\displaystyle \varphi _{0}} je počáteční fáze.

## Fázový rozdíl

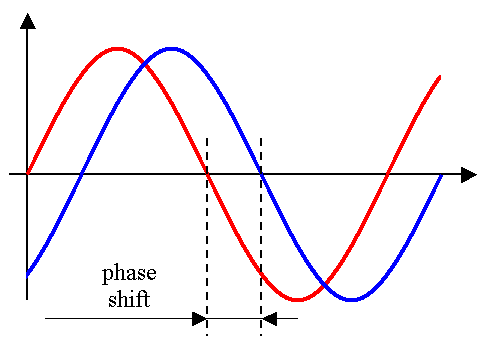
Zobrazení fázového posunu na harmonické vlně (nebo u harmonického kmitání).

Pokud máme dvě vlnění s fázemi {\displaystyle \varphi _{1}} a {\displaystyle \varphi _{2}}, pak veličina
{\displaystyle \Delta \varphi =\varphi _{1}-\varphi _{2}}
se nazývá fázový rozdíl (nebo také fázový posun).
S fázovým posunem se lze setkat při skládání nebo porovnávání vlnění (nebo také při skládání kmitání).